# Ance (fiume)
L'Ance è un fiume francese che scorre nei dipartimenti del Puy-de-Dôme, della Loira e dell'Alta Loira, nella regione dell'Alvernia-Rodano-Alpi. 
Esso ha la sua sorgente a Valcivières e sfocia nella Loira a Bas-en-Basset, dopo un percorso di 77,1 chilometri.

## Bacino
L'Ance attraversa le sei zone idrografiche K050, K051, k052, K053, K054, K055 per 547 km2 di superficie totale. Questo bacino idrografico è costituito per il 53,11% di foreste e ambienti seminaturali, per il 45,73% di territori agricoli, per l'1,08 % di territori artificializzati, per lo 0,05% di specchi d'acqua.

## Affluenti
L'Ance ha quarantaquattro affluenti ufficiali, il principale dei quali è senza dubbio l'Andrable, che vi confluisce alla riva sinistra, ed è lungo 33.5 km. La confluenza ha luogo nella frazione Vert di Beauzac.
Degna di nota è anche la Ligonne, lunga 15. km che confluisce alla riva destra e attraversa sei comuni su due dipartimenti.

## Idrologia
L'Ance è un fiume abbastanza abbondante, ben alimentato dalle precipitazioni del suo bacino idrografico. Si tratta anche di un fiume selvaggio che, oltre a trote e altri pesci di acqua dolce, permette di trovare delle ostriche perlifere.